# Whites Flat
Whites Flat (nota anche col nome non corretto di White Flat) è una localittà dell'Australia Meridionale, sita nella porzione sud-orientale della penisola di Eyre.
I confini di Whites Flat vennero formalmente demarcati nell'ottobre del 2003 in base alle consuetudini locali consolidate da tempo.

La località, il cui nome deriva da un colono locale di nome Samuel White, si posiziona ad ovest di Louth Bay (il confine con la quale è rappresentato dal prolungamento in linea retta della Cooyamoolta Lane), mentre a nord-est la McAvaney Lane la separa da Whites River: a nord-ovest la collina di Bald Hill segna il confine fra Whites Flats e Wanilla, mentre a sud il monte Gawler rappresenta il confine con Poonindie e a sud-ovest la Gawler Ponds Road e la Macdonald Drive segnano la maggior parte del confine con Charlton Gully. A nord il bacino artificiale su fiume Tod rappresenta il confine con Koppio e la municipalità di Tumby Bay.
L'area ai piedi di Bald Hill, nel nord-ovest della località, è area protetta di categoria IV dal 12 gennaio 2006 col nome di Tucknott Scrubb Conservation Park, in virtù della presenza dell'eucalipto Eucalyptus cladocalyx e del localmente raro cacatua nero codagialla.
L'ufficio postale di Whites Flat venne aperto il 1º ottobre 1897, e nel 1915 la località veniva descritta come composta dal summenzionato ufficio postale e da una sala pubblica costruita dai locali (ai tempi meno di una dozzina di persone) e che fungeva da scuola, chiesa, sala riunioni e sala da ballo.

La sala veniva ancora utilizzata come scuola nel 1942, quando gli studenti della stessa contribuirono a trincerare i dintorni contro eventuali attacchi aerei.

Nel 1950 l'ufficio postale rimaneva inalterato al suo posto: attualmente l'edificio esiste ancora ma l'ufficio postale è stato da tempo trasferito all'adiacente Koppio, mentre la sala pubblica continua ad esistere.